# Вилијам Пен
Вилијам Пен (14. октобар 1644 — 30. јул 1718) је био енглески филозоф и предузетник, оснивач америчке државе Пенсилваније. У новооснованој провинцији установио је демократију и религијске слободе. Успоставио је добре односе са делавершким Индијанцима. Под његовом управом планиран је и основан град Филаделфија. Преминуо је 1718. године у породичној кући у Беркширу, а покопан је на поред своје прве супруге.
Његов даљи потомак је оскаровка Мерил Стрип.